# I’ve Been Waiting for You (песня)
«I’ve Been Waiting for You» — песня, записанная в 1974 году шведской группой ABBA, выпущенная в качестве второй стороны к синглу «So Long» и включённая на альбом ABBA (выпущенный в апреле 1975).
Она была, тем не менее, выпущена как первая сторона в Австралии в 1974 году, где она стала 49-й, и в Новой Зеландии в 1977 году, где достигла 8-й позиции.

## Кавер-версии
- ABBA исполняют песню в фильме «ABBA: The Movie» (1977).
- В 1977 ирландская поп-группа Gina, Dale Haze and the Champions выпустила свою версию песни как сингл, который достиг десятки ирландских чартов.
- Шведский ансамбль Nashville Train (частично состоявший из членов переменного состава самой ABBA) записал свою версию песни в 1977 году для альбома ABBA Our Way, выпущенного на лейбле Polar Music в Швеции.
- Песня была записана трибьют-группой ABBA, Arrival, для альбома 1999 года First Flight.
- Кавер-версия для мюзикла «Mamma Mia! 2» была выпущена 13 июля 2018 года на Capitol и Polydor Records и вошла в саундтрек-альбом к фильму. Песня исполняется Амандой Сейфрид, Джули Уолтерс и Кристин Барански, продюсером записи стал Бенни Андерссон. В этой версии был изменён оригинальный текст.